# 鳥取県道・兵庫県道72号若桜下三河線
鳥取県道・兵庫県道72号若桜下三河線（とっとりけんどう・ひょうごけんどう72ごう わかさしもみかわせん）は、鳥取県八頭郡若桜町岩屋堂と兵庫県佐用郡佐用町下三河を結ぶ主要地方道（鳥取県道・兵庫県道）である。

## 概要

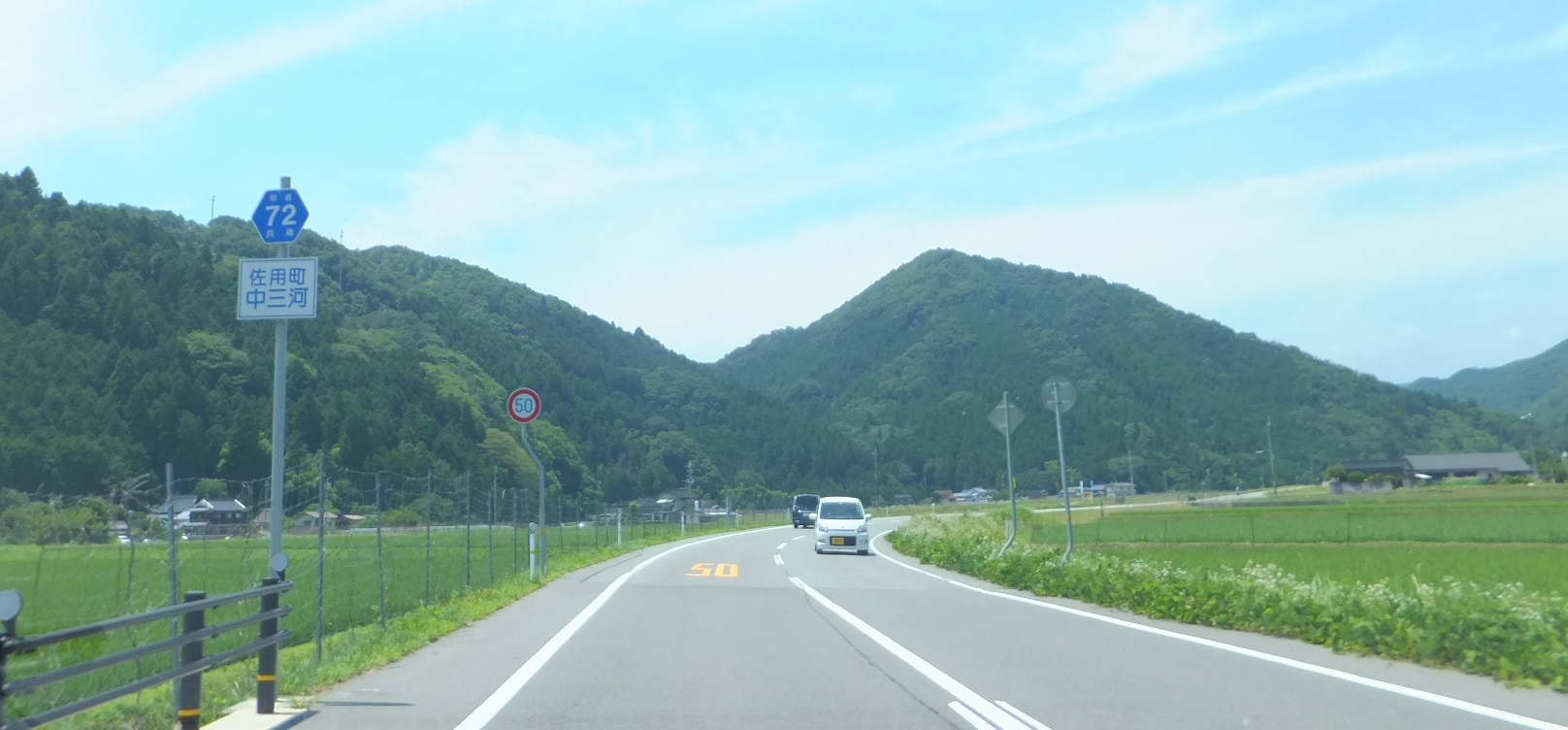
本道の標識
兵庫県佐用郡中三河で撮影

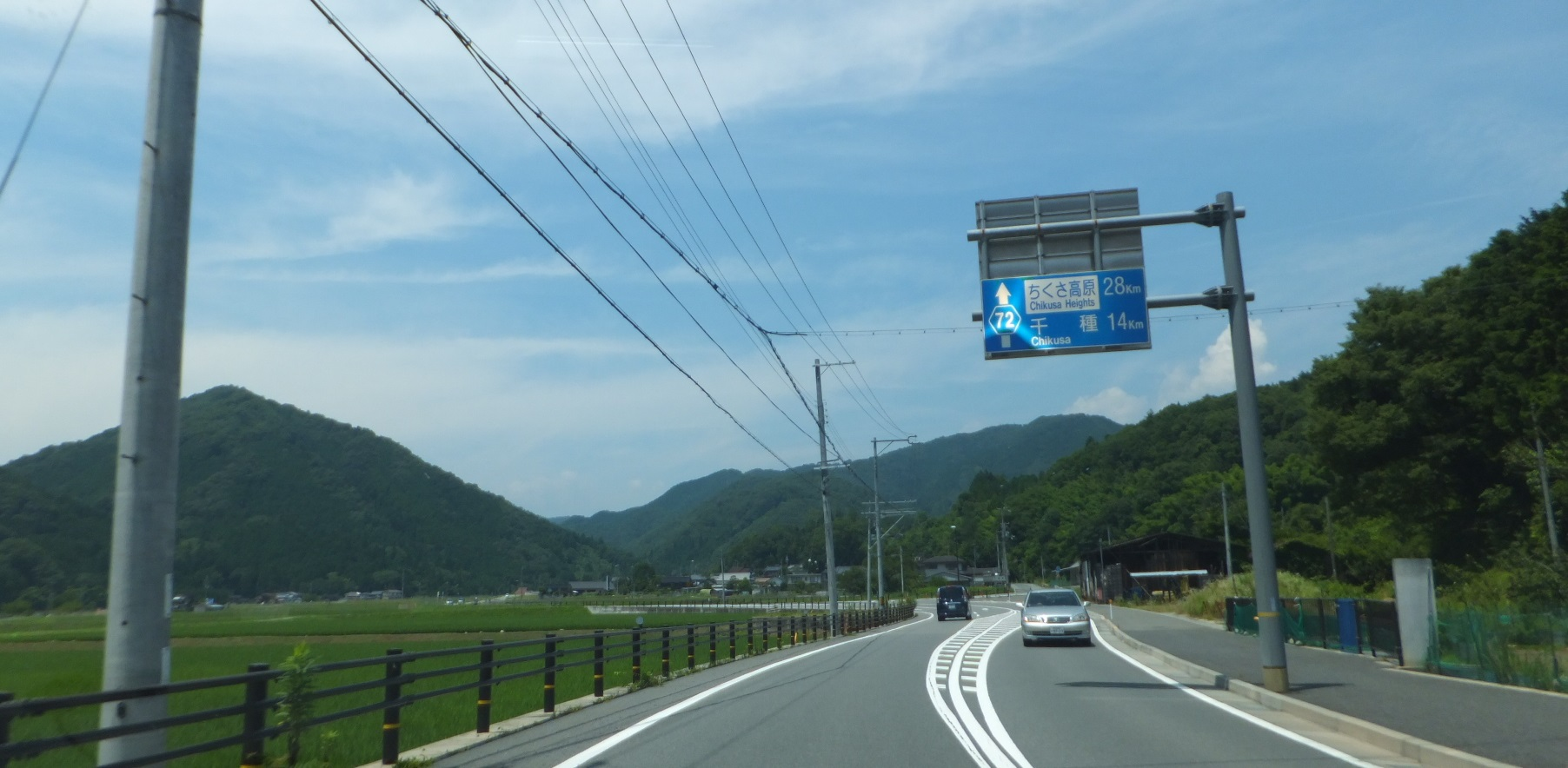
終点付近
兵庫県佐用郡佐用町下三河で撮影

### 路線データ
- 起点：鳥取県八頭郡若桜町岩屋堂（国道29号交点）
- 終点：兵庫県佐用郡佐用町下三河・下三河交差点（兵庫県道53号宍粟下徳久線交点）
- 実延長：35km
- 通行不能区間：鳥取県八頭郡若桜町吉川 - 兵庫県宍粟市千種町西河内間

## 歴史
- 1976年（昭和51年）4月1日 - 建設省（現・国土交通省）が主要地方道に指定。
- 1977年（昭和52年）8月30日 - 兵庫県が主要県道72号若桜南光線を認定。
- 1993年（平成5年）5月11日 - 建設省から、主要県道若桜南光線が若桜南光線として主要地方道に再指定される[1]。
- 2006年（平成18年）3月31日 鳥取県告示第202号[2]および同年4月1日兵庫県告示第418号の2により認定される。
- 前身は鳥取県道・兵庫県道72号若桜南光線[3][4]。兵庫県佐用郡の全4町（上月・佐用・南光・三日月各町）が対等合併して改めて佐用郡佐用町が設置されたことで南光町が消滅したことに伴い改称された。

- 若桜南光線時代（1972年 - 1994年）の県道番号の変遷は以下の通りである。
  - 1972年 - 1977年…鳥取県道12号・兵庫県道119号若桜南光線
  - 1977年 - 1982年…鳥取県道38号・兵庫県道72号若桜南光線
  - 1982年（施行は1984年） - 1994年…鳥取県道4号・兵庫県道72号若桜南光線

## 路線状況

### 重複区間
- 国道429号（宍粟市千種町千草・千草交差点 - 宍粟市千種町黒土・室橋東詰交差点）

### 道の駅
- 道の駅ちくさ

## 地理

### 通過する自治体
- 鳥取県
  - 八頭郡若桜町
- 兵庫県
  - 宍粟市
  - 佐用郡佐用町

### 交差する道路
| 交差する道路              | 都道府県名 | 市町村名 | 市町村名 | 交差する場所 | 交差する場所        |
| ------------------------- | ---------- | -------- | -------- | ------------ | ------------------- |
| 国道29号                  | 鳥取県     | 八頭郡   | 若桜町   | 岩屋堂       | 起点                |
| 通行不能区間              |            |          |          |              |                     |
| 国道429号 重複区間起点    | 兵庫県     | 宍粟市   | 宍粟市   | 千種町千草   | 千草交差点          |
| 兵庫県道154号千種新宮線   | 兵庫県     | 宍粟市   | 宍粟市   | 千種町黒土   | 千草南交差点        |
| 国道429号 重複区間終点    | 兵庫県     | 宍粟市   | 宍粟市   | 千種町黒土   | 室橋東詰交差点      |
| 兵庫県道443号上三河平福線 | 兵庫県     | 佐用郡   | 佐用町   | 上三河       | 上三河交差点        |
| 兵庫県道444号中三河佐用線 | 兵庫県     | 佐用郡   | 佐用町   | 中三河       |                     |
| 兵庫県道53号宍粟下徳久線  | 兵庫県     | 佐用郡   | 佐用町   | 下三河       | 下三河交差点 / 終点 |

### 峠
- 江浪峠（鳥取・兵庫県境、自動車通行不能）

### 沿線にある施設など
- 兵庫県立千種高等学校
- 宍粟市役所 千種市民局
- 佐用町役場 三河出張所
- 千種川
- 不動院岩屋堂
- 三百田氏住宅（若桜郷土文化の里）
- ちくさ高原
- 鍋ヶ谷渓谷
- 三室高原
- たたらの里学習館
- 南光坊瑠璃寺
- 船越山モンキーパーク